# Gilbern

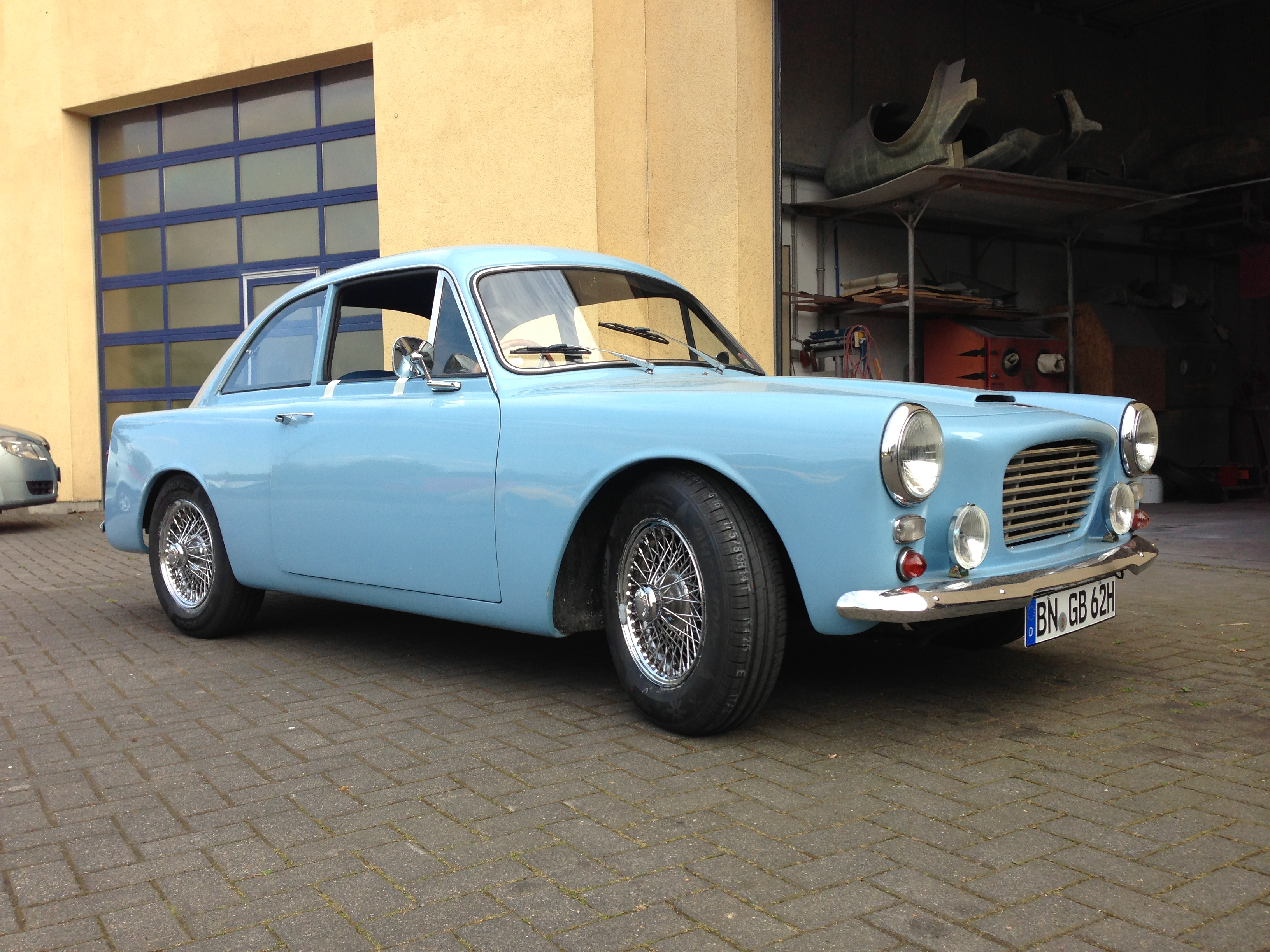
Gilbern GT

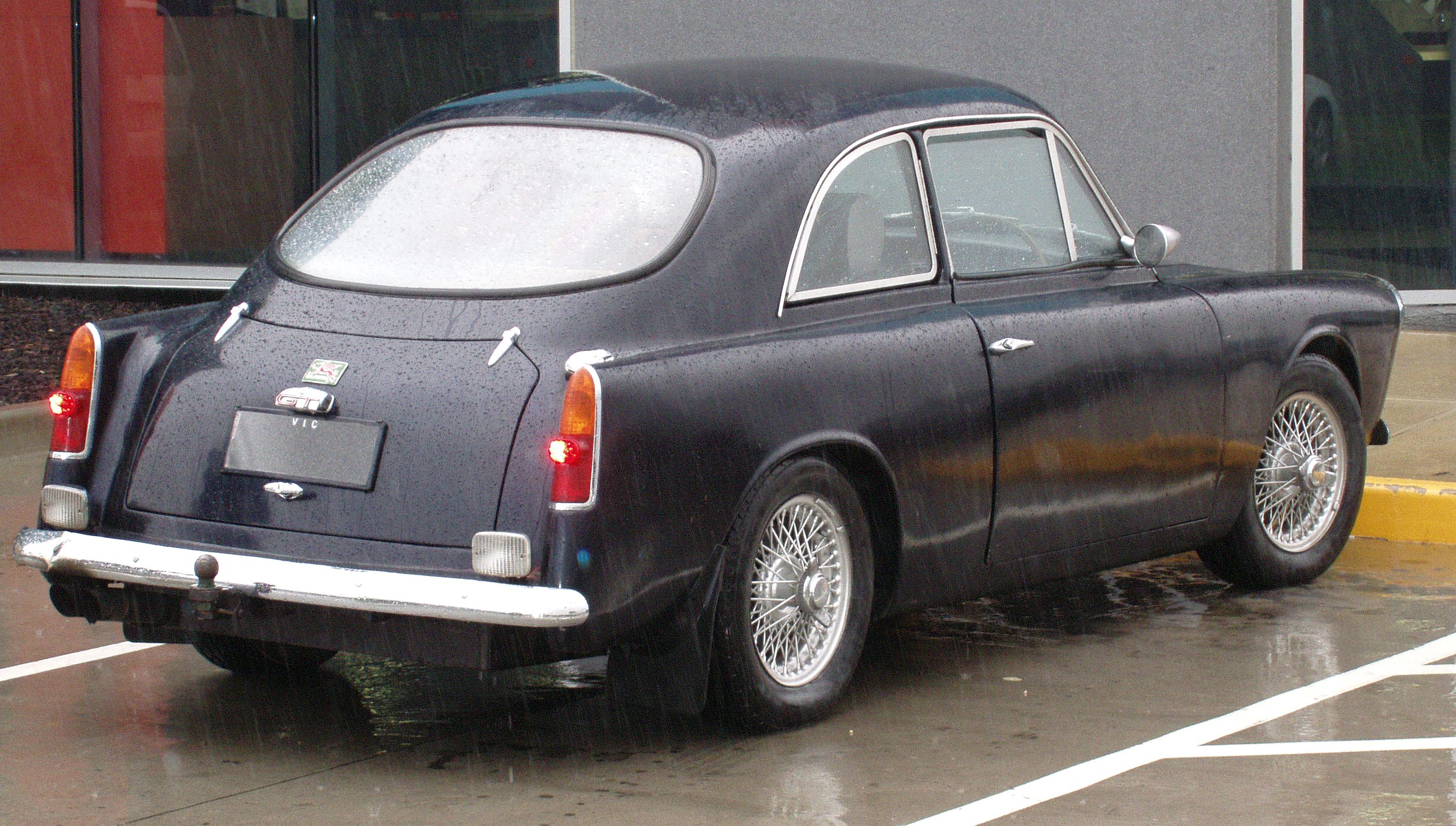
Gilbern GT

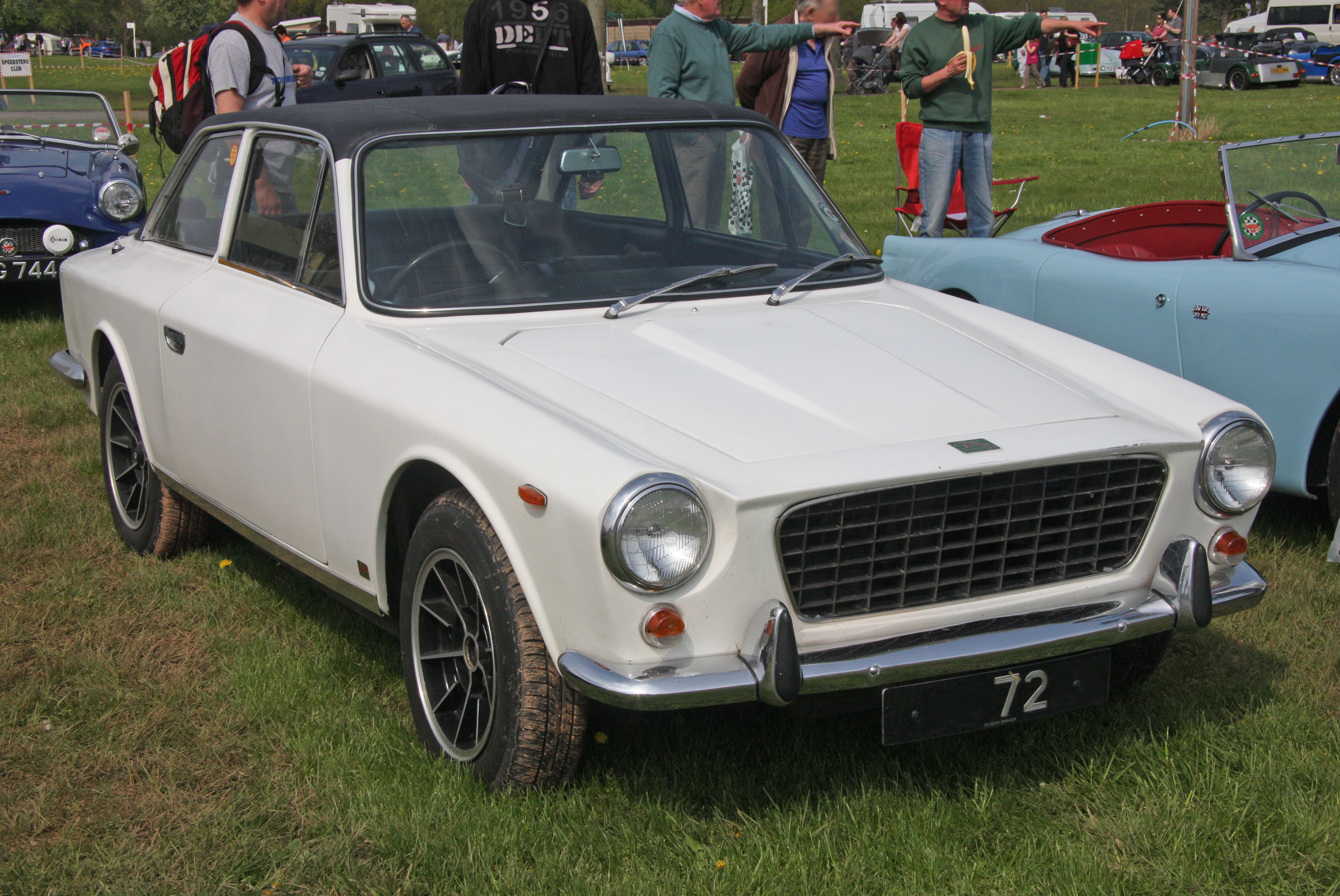
Gilbern Genie

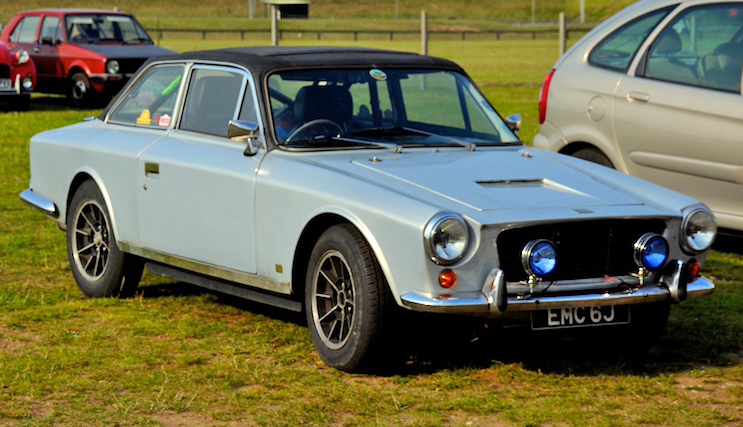
Gilbern Invader

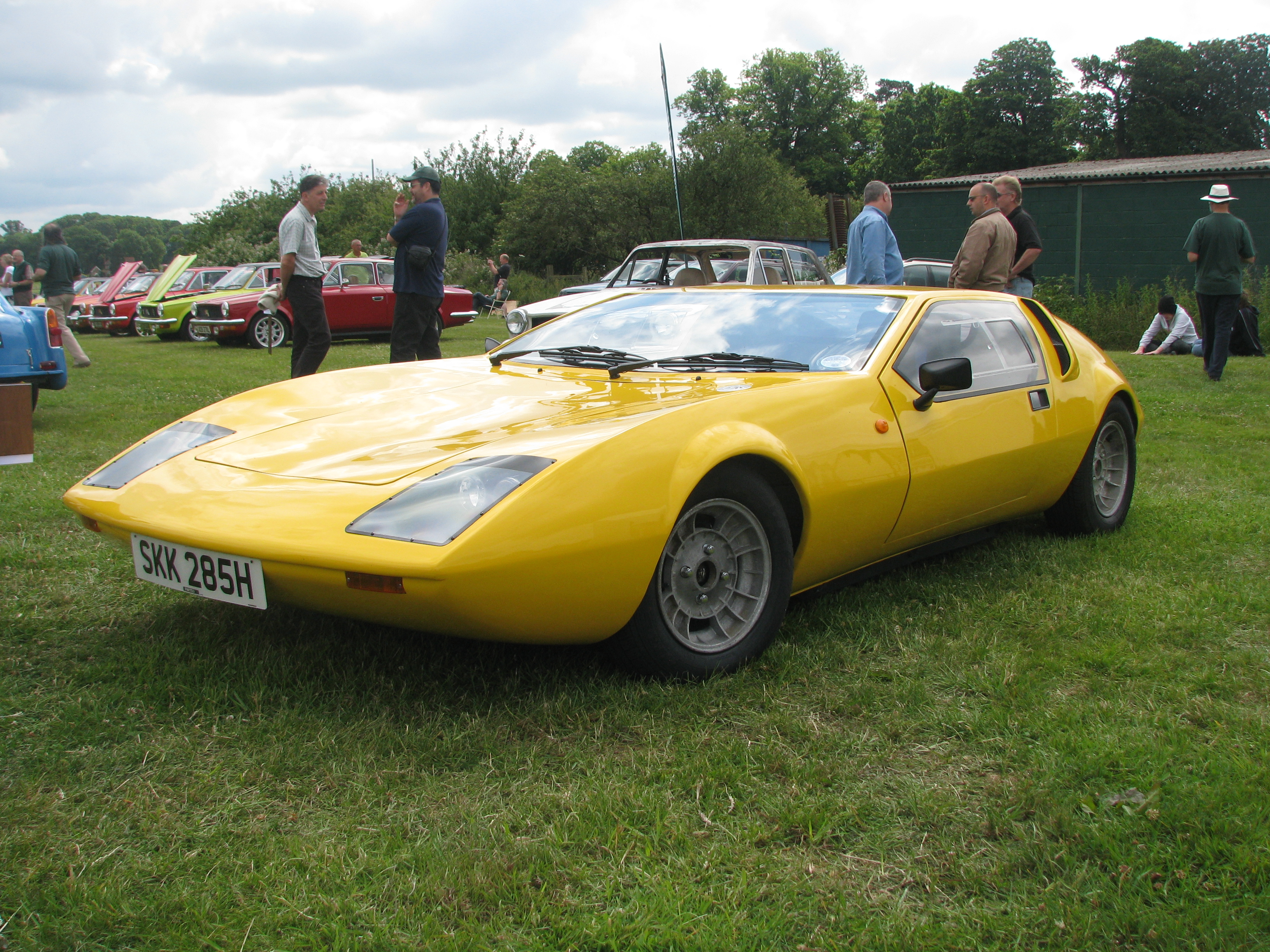
Gilbern T11

Autos der Marke Gilbern wurden in Llantwit Fardre, Pontypridd in Glamorgan (Wales)  von 1959 bis 1973 hergestellt.

## Beschreibung
Die Gilbern Sports Cars (Components) Ltd. wurde von Giles Smith, einem Metzger, und Bernhard Friese, einem deutschen Ingenieur mit Erfahrung in der Herstellung von GFK-Teilen, gegründet und war einer der wenigen Automobilhersteller in Wales. Friese hatte einen Prototyp für sich selbst gebaut und die beiden Partner nutzten diesen als Basis für das erste Gilbern-Automobil. Das erste Firmengebäude war eine kleine Werkstatt in Church Village (Pontypridd), als aber die Fertigung begann, zog das Unternehmen in neue Gebäude an der Red Ash Colliery im Ortsteil Llantwit Fardre. Zunächst waren die Autos nur als Bausätze erhältlich, später gab es auch komplette Autos.
1968, nach einer Suche nach Geldgebern, wurde Gilbern von Ace Capital Holdings Ltd. aufgekauft, dessen Hauptgeschäft die Herstellung von Spielautomaten war. Nach der Übernahme verließ Giles Smith das Unternehmen und wurde durch die Direktoren Mike Leather und Maurice Collins ersetzt. 1970 kaufte die Unterhaltungsgesellschaft Mecca Ltd. Ace auf und verkaufte Gilbern an Maurice Collins, der die Firma 1972 an Mike Leather weiterverkaufte.
Die Autos waren für die damalige Zeit sehr teuer und ihr Preis stieg noch durch die Einführung der Mehrwertsteuer auch auf Bausätze, sodass 1973 die Fertigung eingestellt werden musste.
Der Firmenname Gilbern ist eine Kombination aus den ersten drei Buchstaben des Namens des Firmengründers Giles Smith und den ersten vier Buchstaben des Namens des Firmengründers Bernard Friese.

## Fahrzeuge

### Gilbern GT
Das Coupé Gilbern GT war das erste Modell des Herstellers. Gleichzeitig war es das kleinste und am schwächsten motorisierte Modell. Für den Antrieb sorgten Vierzylindermotoren mit maximal 1800 cm³ Hubraum. Zwischen 1959 und 1967 entstanden 280 Fahrzeuge.

### Gilbern Genie
Das Coupé Gilbern Genie war größer und stärker motorisiert als das erste Modell. Hier sorgte ein V6-Motor mit wahlweise 2500 cm³ oder 3000 cm³ Hubraum für den Antrieb. Zwischen 1966 und 1969 entstanden 197 Fahrzeuge. Nachfolger wurde der Gilbern Invader.

### Gilbern Invader
Der Gilbern Invader erschien im Juli 1969 als Nachfolger des Gilbern Genie. Ein V6-Motor von Ford mit 3000 cm³ Hubraum trieb das Fahrzeug an. Zunächst stand nur ein Coupé im Angebot. 1970 ergänzte ein Shooting Brake das Sortiment. Bis zur Produktionseinstellung im Jahre 1973 entstanden insgesamt 603 Fahrzeuge.

### Gilbern T11
1970 entstand dieses Modell als Einzelstück. 1971 sollte es auf dem Genfer Auto-Salon ausgestellt werden. Für den Antrieb des zweisitzigen Coupés sorgte ein Vierzylindermotor aus dem Austin Maxi. Das Fahrzeug existiert noch.